# ژورانگ
ژورانگ (به لاتین: Jurong, Jiangsu) یک county-level city در جمهوری خلق چین است که در جنجیانگ واقع شده‌است.